# Acquavite di genziana

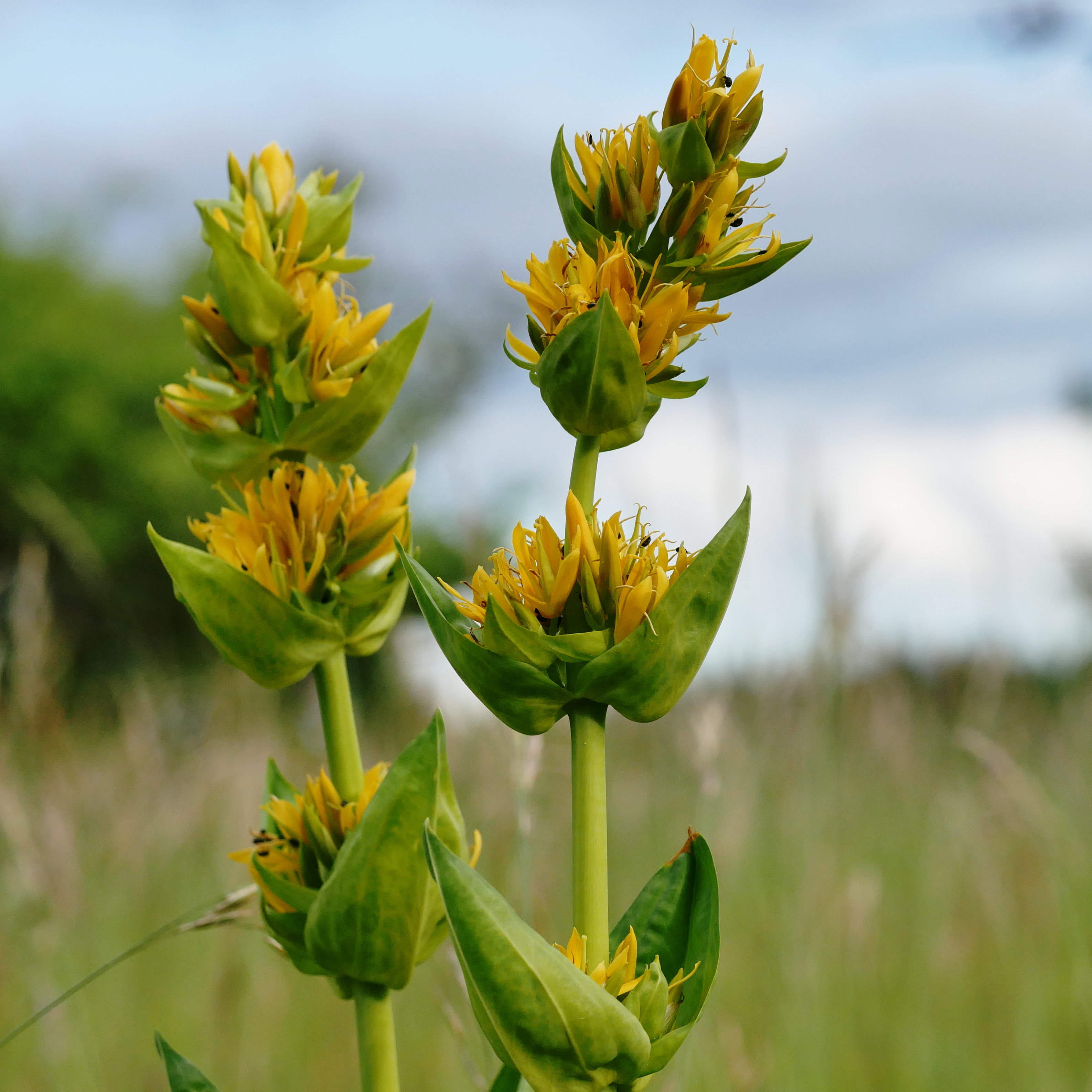
Gentiana lutea

L'acquavite di genziana è una bevanda spiritosa che viene prodotta dalla distillazione delle radici della genziana maggiore (Gentiana lutea), raccolta nei pascoli tra i 1000 e i 2.500 m di altitudine. L'epoca del raccolto è la tarda estate (agosto-settembre). Il prodotto viene lasciato fermentare e distillato con alambicco a bagnomaria; il calore viene fornito dalla combustione della legna. In seguito, il liquore viene tenuto a invecchiare in contenitori di vetro per almeno un anno.
Diffuso nell'arco alpino, il distillato ha ottenuto il riconoscimento IG in Italia e Germania, mentre nel Tirolo austriaco è un prodotto alimentare tradizionale registrato.

## Storia

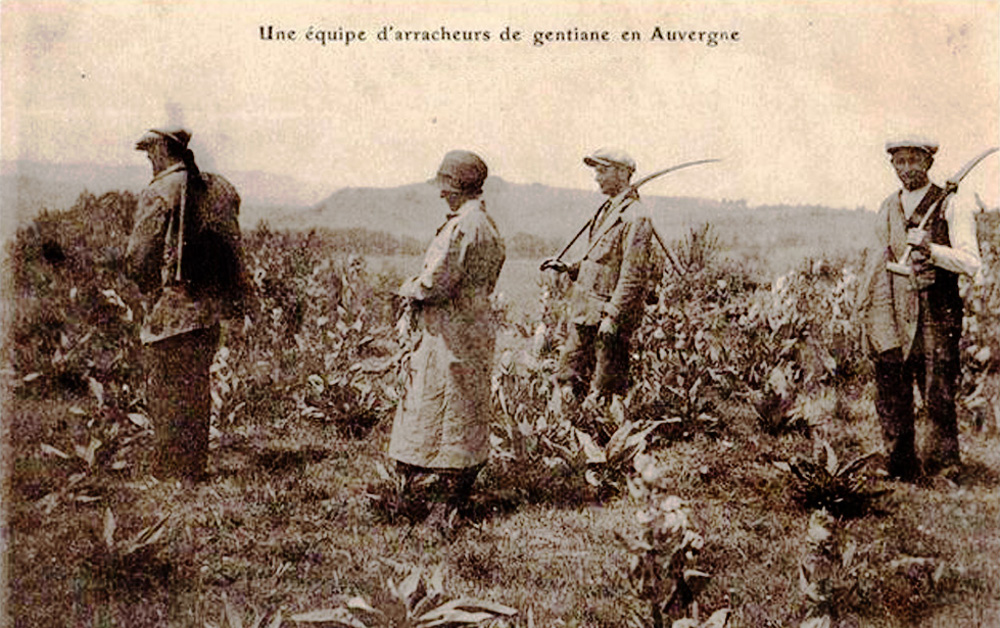
Raccolta delle radici di genziana nel Velay all'inizio del XX secolo

La genziana è una pianta medicinale nota fin dall'antichità: la prima citazione documentata si trova nel De Materia Medica di Dioscoride del I secolo d.C.
La produzione di acquavite di genziana risale probabilmente all'Alto Medioevo ed è documentata già a partire dal XVII secolo sia in ambito monastico che contadino. La distillazione conobbe il suo periodo di massimo splendore dal 1650 al 1800 circa, fino a diventare una seria minaccia per la conservazione della specie: la genziana infatti impiega fino a otto anni per fiorire per la prima volta. Per tale motivo furono disposti divieti e regolamenti, come ad esempio in Tirolo nel 1694 per la Unterinntal e la Wipptal, mentre nel 1700 la pungitura delle radici e la produzione di acquavite vennero proibite nell'intero Paese; tuttavia, a causa del dilagare della distillazione di alcolici di contrabbando, l'attività fu regolamenta nel 1747 con licenze e tasse per lo scavo delle radici. A partire dagli anni 1960 entrarono sempre più in vigore le leggi nazionali sulla conservazione della natura, che hanno posto le genziane sotto una protezione speciale come piante simbolo e protagoniste delle Alpi.
Un Rapport de la Section de physique à la Société vaudoise d'Emulation del 1805 cita che "nel Pays d'Enhaut romand la bevanda spirituale è usata come medicina, mentre gli abitanti di Gessenay (Saanen) e Siebenthal (Simmental) la usano come bevanda".

## Produzione

### Raccolta delle radici

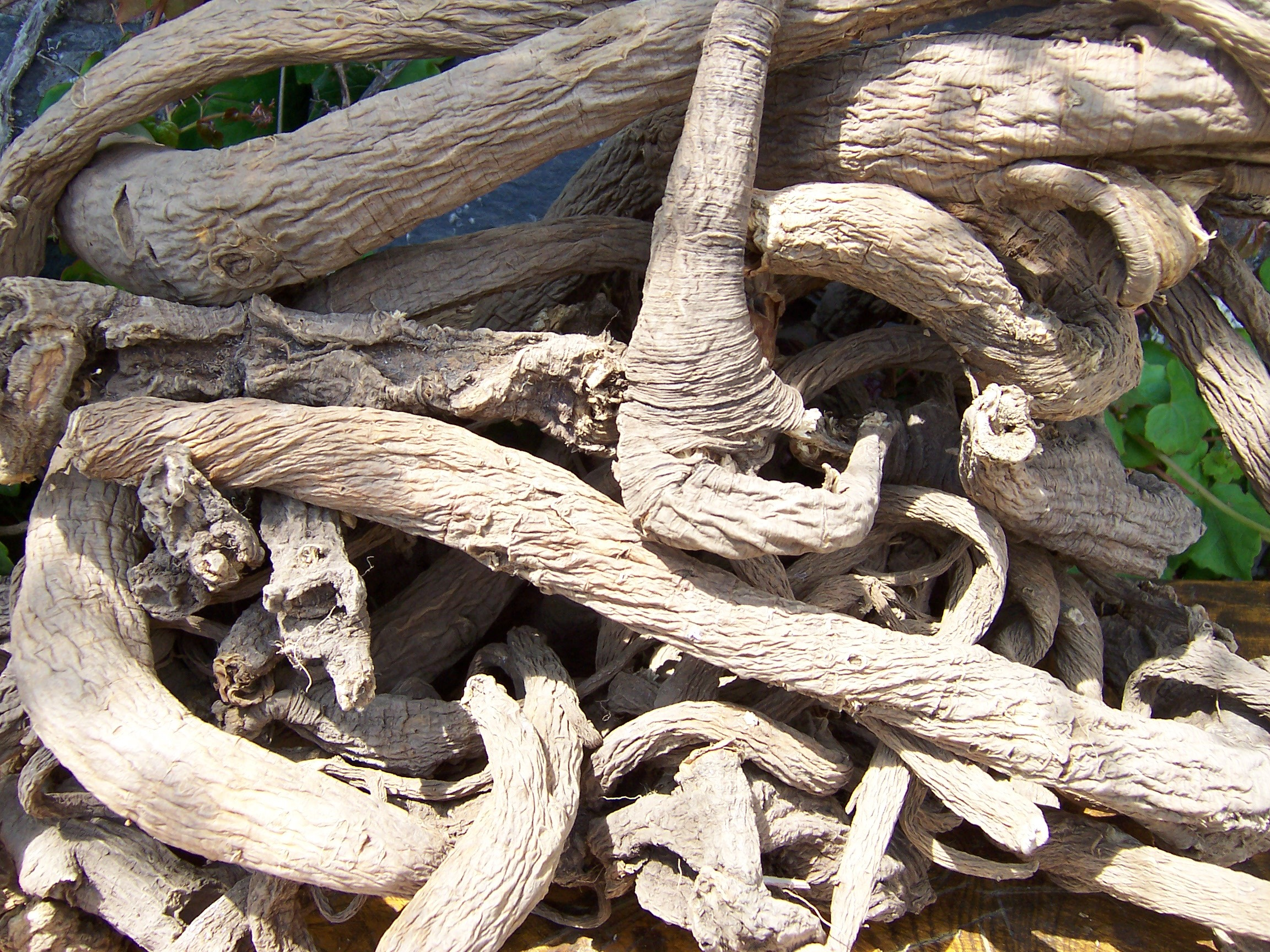
Radici essiccate

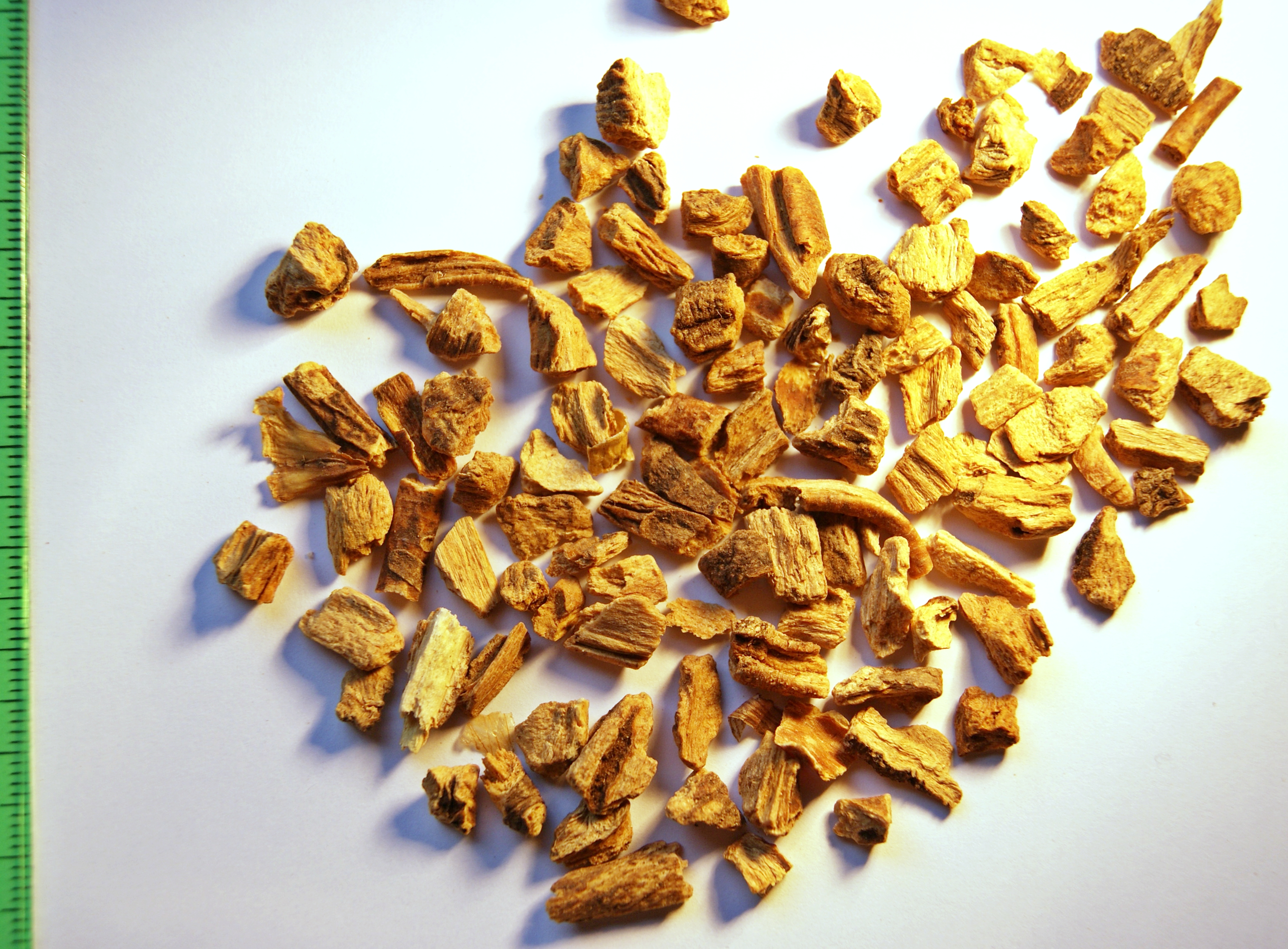
Radici tritate

L'acquavite di genziana viene distillata dalle radici finemente tritate della Genziana gialla. La gradazione alcolica minima di una grappa di genziana è del 37,5% in volume e per produrre un litro sono necessari circa 60-70 radici. Una distilleria di medie dimensioni produce solitamente solo 100-300 litri all'anno a causa del complesso processo di raccolta; in termini di prezzo, pertanto, la grappa di genziana è significativamente più alta dell'acquavite di frutta.
Contrariamente alla credenza popolare (di solito supportata dalle illustrazioni sulle etichette), questa acquavite non viene distillata dal fiore della genziana blu, ma dal rizoma (radice) della "genziana gialla" (Gentiana lutea), tipica delle Alpi calcaree e molto più grande e quindi più produttiva, mentre in quantità minori si utilizzano anche le radici di altre varietà di genziana, tra cui:
- Genziana rossa (Gentiana purpurea), che preferisce terreni privi di calcare;
- Genziana alpina orientale (Genziana pannonica);
- Genziana punteggiata (Gentiana punctata), tipica dei terreni calcarei delle Alpi occidentali fino al Tirolo.

Vengono anche chiamate genziane a cespuglio alto perché tutte possono superare il metro di altezza.
Tutte le specie di genziana adatte alla distillazione sono strettamente protette. Inoltre, sono facilmente confondibili con il veratro bianco (Veratrum album), pianta altamente tossica per le persone e gli animali, e la raccolta in natura richiede esperienza. A causa della loro rarità, in passato i luoghi di raccolta erano per lo più tenuti segreti. Oggi, l'estrazione delle radici (pungitura della genziana) dal terreno selvatico è altamente regolamentata in termini di quantità. Per la produzione di alcolici vengono spesso utilizzate piante specificamente coltivate e principalmente la Genziana gialla, che contiene le sostanze più amare e viene coltivata su scala significativa.
Sul monte Feldberg, nella Foresta Nera, la genziana gialla è ormai proliferata a tal punto da prendere il sopravvento sulle altre piante da foraggio e mettere a rischio gli allevamenti di bestiame (che rifiutano la genziana gialla a causa del sapore amaro dei suoi voluminosi germogli fuori terra): pertanto, una volta all'anno, un terzo delle piante di genziana gialla viene rimosso con l'aiuto di un progetto forestale di montagna e le radici vengono consegnate ad una distilleria locale per la lavorazione.

### Lavorazione

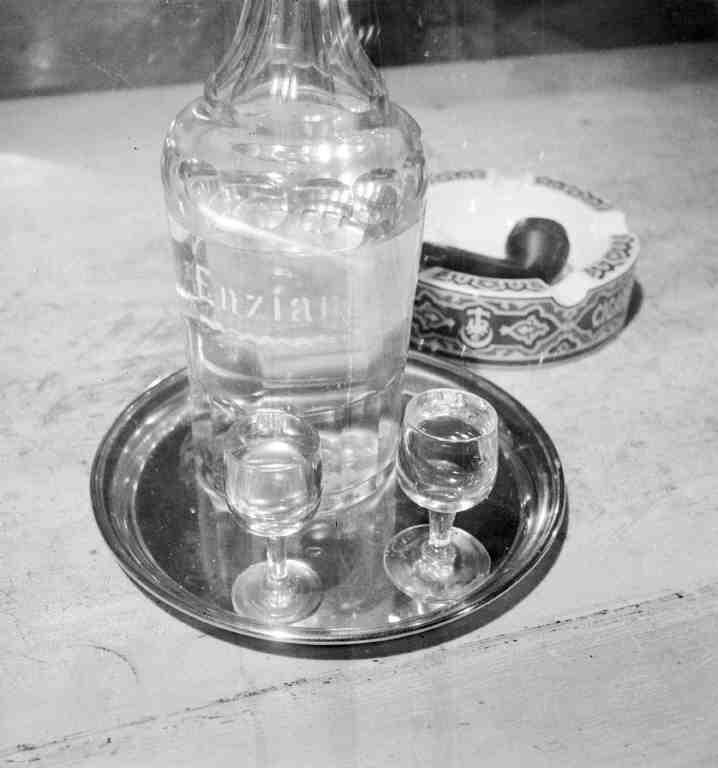
Grappa di genziana (Einzianschnaps)

L'alcol di genziana viene distillato dalle radici e dai rizomi fermentati della genziana gialla. Le radici e i rizomi vengono tradizionalmente raccolti dai coltivatori di genziana in autunno per essere distillati durante l'inverno. Quindici chili di radici e rizomi di genziana producono un litro di alcol.
La produzione di questa acquavite prevede tre fasi essenziali. Innanzitutto, le radici e i rizomi vengono accuratamente puliti e tagliati a strisce sottili. Poi, dopo 6 settimane di fermentazione in cantine riscaldate a 20 °C, la prima distillazione del mosto produce un liquido con una gradazione del 25-30%, che viene poi ridistillato per i distillati superiori. Il distillato finale ha un titolo alcolometrico compreso tra il 70 e il 90%, che viene poi ridotto con l'aggiunta di acqua per ottenere un prodotto finale con un titolo compreso tra il 40% e il 55%, a seconda dei gusti del distillatore.

## Consumo
Come altre grappe, l'acquavite di genziana è utilizzata in particolare come distillato digestivo. La medicina popolare raccomandava l'acquavite di genziana per la debolezza dello stomaco, il bruciore di stomaco, l'aumento dell'acido cloridrico nel succo gastrico, la perdita di appetito e per stimolare la digestione e la produzione di bile. Si ritiene che le radici di genziana stimolino la produzione di succo biliare, rafforzino lo stomaco e, in generale, siano antinfiammatorie, antisettiche, antipiretiche e rinfrescanti, favoriscano le mestruazioni e siano efficaci contro le infestazioni da vermi. L'acquavite di genziana contiene oli essenziali, ma non sostanze amare, poiché queste non passano nel distillato; al contrario, gli estratti alcolici di radice di genziana (ad esempio il liquore di genziana, gli amari, il liquore alle erbe) contengono sostanze amare, che favoriscono la fase di secrezione del succo gastrico (fase cefalica) innescata da stimoli sensoriali e mediata dal cervello. I risultati sono la stimolazione dell'appetito, il miglioramento della digestione nello stomaco e dei successivi processi digestivi e la stimolazione della secrezione di succo pancreatico e biliare.
Le grappe di genziana prodotte tradizionalmente da raccolti naturali sono spesso offerte diluite a causa dell'intensità del sapore e del prezzo elevato.

## Diffusione

### Austria
In Tirolo, l'acquavite distillata dalle radici di genziana gialla o punteggiata è stata inserita nel Registro dei cibi tradizionali di questa provincia ed è quindi un bene comune registrato presso l'Organizzazione mondiale della proprietà intellettuale.
L'estrazione delle radici di genziana punteggiata nella valle del Paznaun è una tradizione particolare. A partire dal 1747, quando furono rilasciate le concessioni dalla Camera provinciale, nel giorno del patrono a settembre vengono estratte a sorte tredici famiglie della comunità di Galtür per partecipare alla raccolta, venendo poi escluse dal sorteggio per i tre anni successivi. È possibile procedere alla raccolta solo un'area di circa 17.000 ettari di genziana maculata, solo il 1º ottobre e per un massimo di 100 kg di radici per famiglia ("klabt"). Questo regolamento rende l'acquavite di genziana di Galtür una specialità molto ricercata e non sempre in vendita. La conoscenza dei luoghi e della tecnica di raccolta viene tramandata oralmente all'interno delle famiglie.
Nel novembre 2013 la Commissione austriaca dell'UNESCO ha inserito la "Conoscenza dei luoghi, raccolta e lavorazione della genziana punteggiata" nella Lista del patrimonio culturale immateriale nazionale dell'Austria, nella sezione "Conoscenze e pratiche nel rapporto con la natura". Lo scopo di questa designazione è di preservarla come tradizione culturale viva e sostenibile. Dal 2005 l'Alpinarium Galtür ospita una mostra permanente sul tema.

### Francia

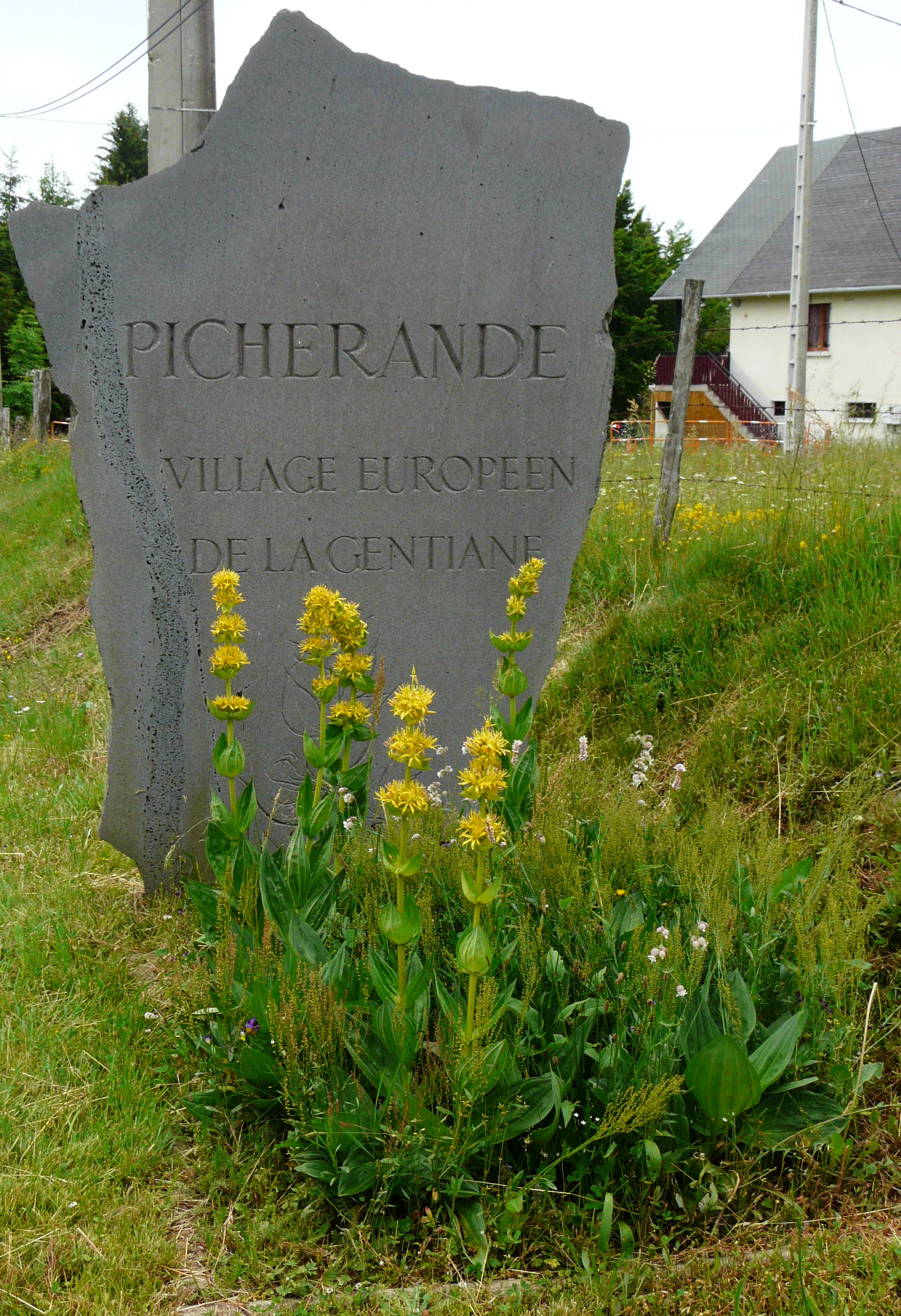
Picherande, villaggio europeo della genziana

L'alcool de gentiane o eau-de-vie de gentiane è prodotto nella Franca Contea, nelle montagne dei Vosgi e nel Massiccio Centrale, nonché nel Giura svizzero, nel Giura vaudois, nelle Franches-Montagnes, nel Canton Giura e sulle alture del Giura bernois, nella parte francofona del Canton Berna, nel Canton Vallese e nello Chablais savoyard.
La produzione tradizionale da parte di privati è in calo, mentre alcune distillerie (per lo più di piccole dimensioni) continuano a produrre questa acquavite in Savoia e Alta Savoia (a Paget), nel Massiccio Centrale (Avèze, Couderc, Salers, ecc.) e nella tradizionale zona di distillazione dell'acquavite bianca, che comprende la Franche-Comté settentrionale (regione di Fougerolles), la Lorena sud-orientale e l'Alsazia meridionale (regione di Colmar). Fino al 2013, nella regione del Doubs, al confine con il Giura, operava una distilleria la cui attività principale era la distillazione di acquavite di genziana, che è stata rilevata da una distilleria nella regione di Pontarlier. Tutte queste distillerie distillano radici di genziana, provenienti principalmente dal Massiccio Centrale, dove la raccolta è più facile e meglio organizzata rispetto ad altre regioni in cui cresce la genziana gialla.
La genziana viene celebrata nel mese di luglio con la fête de la gentiane a Riom-ès-Montagnes, nella regione del Cantal.

### Germania
La più antica distilleria di genziana in Germania è la distilleria Grassl Gentian di Berchtesgaden, la cui storia risale al 1602. Nell'estate del 1690, Thomas Grassl scavò ogni giorno da 50 a 100 chilogrammi di radici per dieci settimane, distillando la grappa in ottobre. La grappa di genziana era particolarmente gradita dai nobili e ospiti del monastero di Berchtesgaden, tanto che il prodotto veniva regolarmente esportato in Prussia, alla Francia, alla corte russa e all'Italia.
La Bayerischer Gebirgsenzian (Genziana della montagna bavarese) ha ottenuto il riconoscimento IG.

### Italia

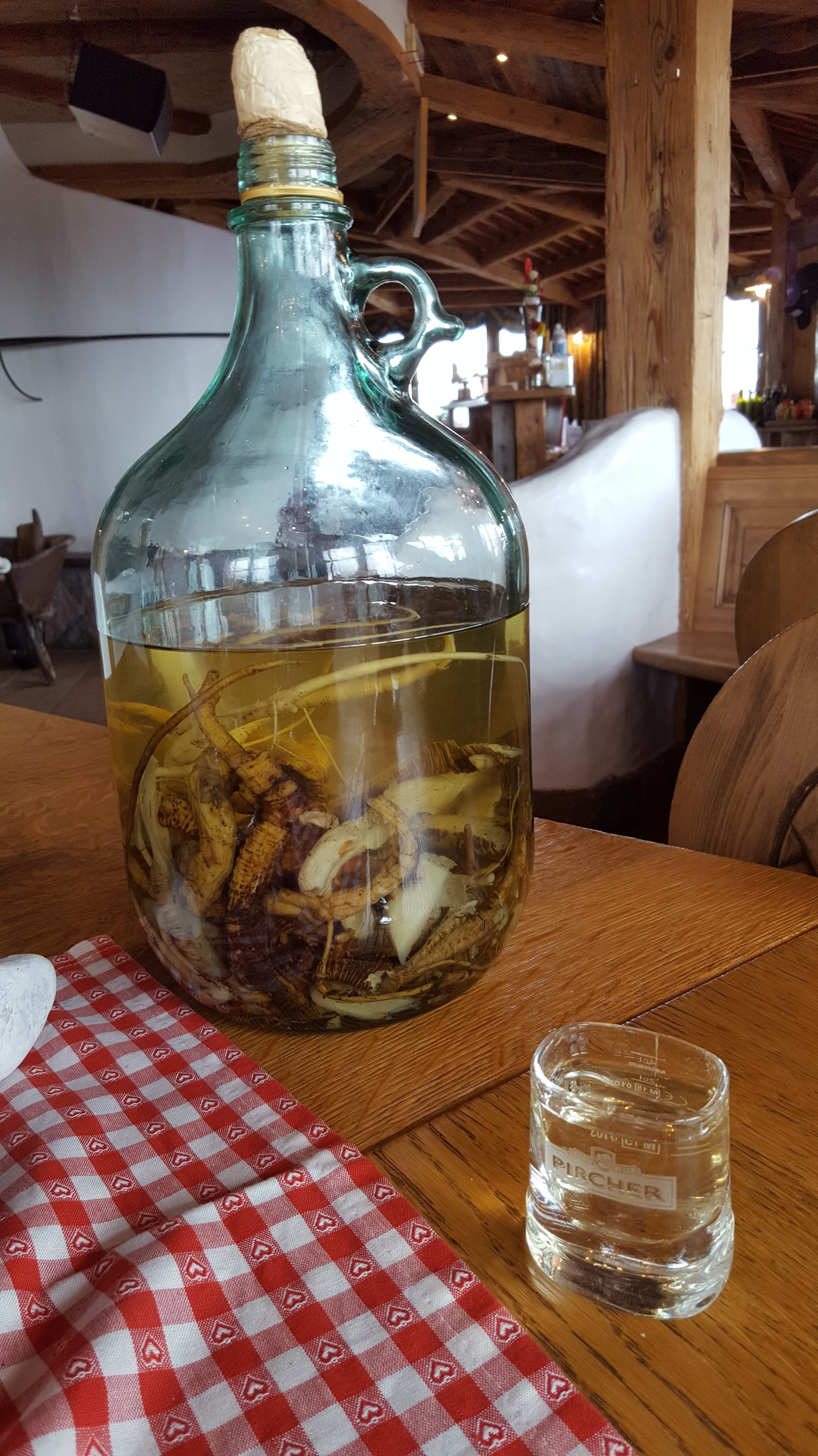
Südtiroler Enzian prodotta a Merano

In Trentino-Altro Adige sono prodotte due varietà di bevanda alcoolica di genziana, entrambe con riconoscimento IG:
- Genziana dell'Alto Adige / Südtiroler Enzian IG[3]
- Genziana Trentina / Genziana del Trentino IG[4]

La produzione della grappa di genziana nel Trentino è attestata almeno dal 1832 da parte di un'azienda familiare di Borzago, nel comune di Spiazzo in Val Rendena.

### Svizzera
In Svizzera, la eau-de-vie de gentiane non gode ancora di una protezione legale generale. Tuttavia, la grappa di genziana è stata registrata dall'Associazione svizzera del patrimonio culinario, in particolare per le regioni del Massiccio giurassiano e di Préalpes (cantoni di Giura, Neuchâtel, Vaud, Vallese), dove la genziana gialla è utilizzata in modo specifico. La prima testimonianza, risalente al 1796, proviene da Neuchâtel. Un centro particolare per la produzione del distillato è la Vallée de Joux.
Dal 2011 si tiene un "festival della genziana" a Les Breuleux nelle Franches-Montagnes (Giura).